# Наутилус Помпилиус
„Наутилус Помпилиус“ е руска рок група. Основана е от Вячеслав Бутусов и Дмитрий Умецкий в Свердловск през 1982 г.

## История
Първоначалното название на групата е „Али Баба и 40-те разбойника“. През 1983 звукорежисьорът Андрей Макаров предлага названието „Наутилус“. По-късно групата се преименува на „Наутилус Помпилиус“, за да не се бърка с групата на Евгений Маргулис, която също се нарича „Наутилус“. В началото на съществуването си групата изпълнява кавъри на „Воскресение“ и „Машина времени“. През 1983 издават дебютният си албум, озаглавен „Переезд“. Наутилус Помпилиус добиват популярност в края на 80-те години с албумът „Разлука“. Участват на фестивалите „Литуаника-87“ във Вилнюс и „Рок панорама“ в Москва. Групата се характеризира с мелодичен стил и социалните текстове. През 1988 групата изнася турнета в СССР, както и във Финландия, където Наутилус се снимат във филма за съветския рок „Сърп и китара“. Звукозаписната компания „Мелодия“ издава албумът им „Князь тишины“, в който са най-големите хитове на групата от предишните им албуми. Добавени са някои нови песни, сред които баладата „Я хочу быть с тобой“. В песента „Доктор твоего тела“ беквокалът е изпълнен от Алла Пугачова.
В края на 1988 Дмитрий Умецкий напуска групата и Наутилус Помпилиус прекратява съществуването си. На следващата година Бутусов се опитва да възстанови отношенията си с Умецкий и е записан албумът „Человек без имени“, но той е издаден чак през 1995 г. Умецкий, Бутусов и Иля Кормилцев получават наградата на Ленинския консомол, но последният отказва да присъства на церемонията, считайки за недопустимо да получава награда от организация, която носи неприятности на руския рок.
През 1990 Вячеслав Бутусов се установява в Ленинград и събира нов състав на Наутилус Помпилиус. Групата залага на по-тежкия звук, за разлика от предишния по-мелодичният стил, включващ клавишни и саксофони. Публиката се отнася скептично към новия стил на бандата, но след издаването на албумите „Наугад“ и „Чужая земля“ новият Наутилус постига успех. Тематиката на песните също е променена като текстовете са предимно философски, езотерически и религиозни. През 1993 групата празнува своят десети юбилей, а в тяхна чест е записан трибют-албумът „Отчет 1983 – 1993“, в който кавъри на Наутилус изпълняват „Настя“, „Чайф“, „Асоциация“, „Аквариум“ и други. В групата отново започват разногласия и китаристите Егор Белкин и Александър Беляев напускат. На тяхно място в привлечен Вадим Самойлов от рок-група „Агата Кристи“. Записани са албумите „Титаник“ и „Крылья“, а песента „Крылья“ става част от саундтрака на филма Брат.
Последният албум на групата е „Атлантида“, в който са събрани стари песни на Наутилус, които не са част от нито един албум. На 5 юни 1997 в концертна зала „Россия“ Наутилус Помпилиус изнасят последният си концерт, след което Бутусов разпуска групата, тъй като смята, че групата се е изчерпала. Групата частично се събира през 2003 на фестивалът „Старый новый рок“ и през 2004 на „Нашествие“.

## Дискография

### Албуми
- 1983 – Переезд
- 1985 – Невидимка
- 1986 – Разлука
- 1988 – Князь тишины
- 1988 – Раскол (концертен албум, но повечето песни от него нямат студийни версии)
- 1991 – Родившийся в эту ночь
- 1993 – Чужая земля
- 1993 – Титаник на Фонтанке (с група „Аквариум“)
- 1994 – Титаник
- 1994 – Наугад
- 1995 – Человек без имени (записан през 1989 г.)
- 1996 – Крылья
- 1997 – Яблокитай
- 1997 – Атлантида

### Концертни
- 1987 – Подъём
- 1988 – Нау и Бригада С
- 1988 – Ни кому ни кабельность
- 1988 – Отбой
- 1994 – Титаник Live
- 1996 – Акустика (Лучшие песни)